# Selenia geniculata
Selenia geniculata là một loài thực vật có hoa trong họ Cải. Loài này được Beauv. miêu tả khoa học đầu tiên.